# Melatonin

Strukturformel

Melatonin (N-acetyl-5-metoxitryptamin) är ett hormon som produceras av tallkottkörteln (epifysen) från tryptofan. Melatoninets effekt är att man blir sömnig, och utsöndringen av melatonin är troligen kroppens viktigaste mekanism för att skapa sömnighet. Sekretionen av melatonin varierar under dygnet och påverkas av ljus-/mörkernivån. Nivån ökar vid mörker och är som högst på natten.
I Sverige klassas melatonin som ett läkemedel, som sedan oktober 2020 säljs receptfritt i mindre förpackningar. Större förpackningar kräver recept. I till exempel USA, Norge och Finland klassas dock melatonin som ett kosttillskott.

## Melatonin som läkemedel
Melatonin kan ordineras vid behandling av kroniska sömnbesvär och för exempelvis blinda som inte kan reglera dygnsrytmen med hjälp av dagsljus. Melatonin fungerar genom att det aktiverar melatoninreceptorer, så kallade M1, M2 och M3-receptorer. Särskilt M1 och M2-receptorerna är viktiga.
Melatonin som läkemedel kan antingen tidigarelägga eller senarelägga dygnsrytmen beroende på när under dagen man tar det. Störst tidigareläggande effekt ses när dosen ges kring 6 timmar före ordinarie sänggående, medan intag på natten eller morgonen snarare senarelägger dygnsrytmen. Man ser en ökande effekt av melatonin upp till 0,5 mg, därefter uppnås en platåeffekt.
Flera studier tyder på att melatonin kan mildra besvären av jetlag och sömnsvårigheter.
Melatonin hämmar noradrenalin men enbart om man lagt sig ner efter man tagit det.
Det är inte rekommenderat att inta alkohol i kombination med melatonin, eftersom det försämrar effekten av medicinen.